# ادريانو موريرا
ادريانو موريرا (30 يناير 1983 في البرتغال - ) هو لاعب كرة قدم برتغالي في مركز حراسة المرمى. لعب مع سي إس باندوري تارغو جيو ونادي أونياو دا ماديرا ونادي ريو أفي وC.D. Cerveira ‏ وC.A. Valdevez ‏.

## وصلات خارجية
- ادريانو موريرا على موقع قاعدة بيانات كرة القدم.إي يو (الإنجليزية)